# Sdružení jihočeských výtvarníků
Sdružení jihočeských výtvarníků byl spolek malířů, sochařů a architektů v jižních Čechách v letech 1925 až 1950. Náplní sdružení bylo pořádání společných výstav a přednášek o umění.

## Historie
Sdružení bylo založeno z iniciativy malíře Otty Matouška a architekta ing. Karla Chocholy. Ustavující schůze proběhla 24. října 1925 v českobudějovické kavárně U Volbrechtů. Zúčastnilo se jí sedm výtvarníků Otto Birma, Julius Bous, František Bohumil Doubek, Jan Vítězslav Dušek, Bohumír Hochman, Karel Chochola a Ota Matoušek. Cílem spolku byla komunikace mezi členy spolku, hájení jejich zájmů a podporovat jejich výtvarné práce. Prvním předsedou sdružení se stal akademický malíř Emil Pitter. Hlavním organizátorem zůstal po celé období existence spolku Otto Matoušek.
Za dobu svojí existence uspořádalo Sdružení celkem 146 výstav v řadě jihočeských měst, ale také v Praze, Brně, a Bratislavě. První společná výstava se konala od 6. prosince 1925 do 6. ledna 1926 v prostorech Městského muzea v Českých Budějovicích. Výstavy se zúčastnilo šestnáct členů Sdružení. Vystaveno zde bylo 188 uměleckých děl. Po výstavě věnovala Pražská umělecká revue Veraikon celé jedno číslo Sdružení jihočeských výtvarníků.
V letech 1934—1941 vydávalo Sdružení časopis Práce ve kterém prezentovalo svoji tvorbu. Roku 1948 vydal spolek sborník Umění jižních Čech 1947-1948.
Od roku 1940 uděloval spolek Jihočeské výtvarné ceny. Jejich držiteli se stali Jan Kojan (1940), Otto Matoušek (1941 a 1949), Alois Moravec (1942), J. V. Dušek (1943), Adolf Träger (1945), Karel Chochola (1946 in memoriam), Karel Štěch (1947), Bohumil Ullrych (1948 in memoriam).
Sdružení zaniklo k 31. 12. 1950. Větší část členů přešla do Svazu československých výtvarných umělců.

## Čestní členové
- František Bílek
- Julius Bous
- Jan Vítězslav Dušek
- Karel Chochola
- Cyril Chramosta
- Jan Kojan
- Ludvík Kuba
- Richard Lauda
- Otto Matoušek
- Alois Moravec
- Ada Novák
- Jan Pešťák
- Theodor Pchálek
- Emil Pitter
- Karel Štika
- Adolf Träger
- Bohumil Ullrych